# Tyrannochthonius terribilis
Tyrannochthonius terribilis és una espècie d'aràcnid de l'ordre Pseudoscorpionida de la família Chthoniidae que es troba al Sud-est d'Àsia.

## Subespècies
Existeixen dues subespècies:
- Tyrannochthonius terribilis malaccensis
- Tyrannochthonius terribilis terribilis